# Peperomia huatoscoana
Peperomia huatoscoana är en pepparväxtart som beskrevs av C. Dc.. Peperomia huatoscoana ingår i släktet peperomior, och familjen pepparväxter. Inga underarter finns listade i Catalogue of Life.